# Vincent Waller
Vincent Waller, né le 30 septembre 1960 , est un réalisateur, scénariste, acteur et animateur américain, principalement connu pour son travail sur la série télévisée d'animation Bob l'éponge , dont il occupe actuellement le poste de directeur de la création.

## Filmographie

### Scénariste
- 1991-1993 : Ren et Stimpy (10 épisodes)
- 1993 : Snick Vol. 2: Nick Snicks the Family
- 1993 : Snick Vol. 2: Nick Snicks Friendship
- 1993 : Ren et Stimpy : L'Invention de Stimpy
- 1993 : The Ren and Stimpy Show: Fire Dogs
- 1994 : Quest for the Shaven Yak Starring Ren Hoëk and Stimpy
- 1994 : The Baby Huey Show (1 épisode)
- 1998 : Oh Yeah! Cartoons (4 épisodes)
- 2000-2012 : Bob l'éponge (7 épisodes)
- 2003 : Ren & Stimpy "Adult Party Cartoon" (4 épisodes)
- 2004 : Billy et Mandy, aventuriers de l'au-delà (1 épisode)
- 2004 : Vil Con Carne (1 épisode)
- 2015 : Bob l'éponge, le film : Un héros sort de l'eau

### Réalisateur
- 1992-1993 : Ren et Stimpy (4 épisodes)
- 1997 : Happily Ever After: Fairy Tales for Every Child (13 épisodes)
- 1998 : Oh Yeah! Cartoons (6 épisodes)
- 2001 : Les Oblong (2 épisodes)
- 2001-2005 : Harvey Birdman, Attorney at Law (7 épisodes)
- 2003 : Ren & Stimpy "Adult Party Cartoon" (8 épisodes)
- 2005-2016 : Bob l'éponge (137 épisodes)

### Acteur
- 1991-1993 : Ren et Stimpy : l'oreiller et le castor (13 épisodes)
- 1998 : Oh Yeah! Cartoons : Slap T. Pooch (1 épisode)
- 2003 : Ren & Stimpy "Adult Party Cartoon" : le narrateur (2 épisodes)
- 2006-2008 : Bob l'éponge : plusieurs personnages (4 épisodes)

### Artiste ou directeur du storyboard
- 1990 : Gravedale High (13 épisodes)
- 1990 : New Kids on the Block (15 épisodes)
- 1990 : SOS Fantômes (24 épisodes)
- 1990 : La Guerre des tomates (13 épisodes)
- 1990-1991 : Capitaine Planète (26 épisodes)
- 1991-1996 : Ren et Stimpy (20 épisodes)
- 1993 : Snick Vol. 2: Nick Snicks the Family
- 1993 : Snick Vol. 2: Nick Snicks Friendship
- 1993 : Les Aventures de Sonic (65 épisodes)
- 1994 : The Baby Huey Show (13 épisodes)
- 1995 : What a Mess
- 1995 : Earthworm Jim (13 épisodes)
- 1996-1997 : Duckman (3 épisodes)
- 1998 : Monsieur Belette (1 épisode)
- 1998 : Cléo et Chico (1 épisode)
- 1998 : Oh Yeah! Cartoons (1 épisode)
- 1999 : Boo Boo Runs Wild
- 1999 : A Day in the Life of Ranger Smith
- 2001-2002 : Harvey Birdman, Attorney at Law (3 épisodes)
- 2003 : Ren & Stimpy "Adult Party Cartoon" (8 épisodes)
- 2004 : Billy et Mandy, aventuriers de l'au-delà (2 épisodes)
- 2004 : Vil Con Carne (1 épisode)
- 2005 : The X's (2 épisodes)
- 2005-2012 : Bob l'éponge (49 épisodes)
- 2013 : SpongeBob SquarePants 4D Attraction: The Great Jelly Rescue

### Animateur
- 1991-1993 : Ren et Stimpy (18 épisodes)
- 1993 : Snick Vol. 2: Nick Snicks the Family
- 1993 : Snick Vol. 2: Nick Snicks Friendship
- 1993 : Bêtes comme chien (13 épisodes)
- 1994 : Super Zéro (6 épisodes)
- 1995 : Earthworm Jim (1 épisode)
- 1997 : Happily Ever After: Fairy Tales for Every Child (13 épisodes)
- 1998 : Oh Yeah! Cartoons (1 épisode)
- 1999 : A Day in the Life of Ranger Smith
- 2001 : Les Oblong (13 épisodes)
- 2001-2002 : Harvey Birdman, Attorney at Law (2 épisodes)
- 2003 : Ren & Stimpy "Adult Party Cartoon"
- 2010 : The Modifyers
- 2015 : Bob l'éponge, le film : Un héros sort de l'eau